# I Hate My Teenage Daughter
I Hate My Teenage Daughter est une série télévisée américaine en treize épisodes de 22 minutes développée par Sherry Bilsing et Ellen Kreamer dont sept épisodes ont été diffusés entre le 30 novembre 2011 et le 20 mars 2012 sur le réseau Fox, et au Canada sur le réseau Global.
Cette série est inédite dans tous les pays francophones.

## Synopsis
La série suit deux mères qui craignent que leurs filles ressemblent au genre de filles qui les ont tourmentées au lycée lorsqu'elles étaient adolescentes.

## Distribution

### Acteurs principaux
- Jaime Pressly : Annie Watson
- Katie Finneran : Nikki Miller
- Aisha Dee : Mackenzie Miller
- Kristi Lauren (en) : Sophie Watson
- Eric Sheffer Stevens (en) : Matt Gutierrez, ex-mari d'Annie et père de Sophie
- Chad Coleman : Gary, ex-mari de Nikki et père de Mackenzie
- Kevin Rahm : Jack, frère de Matt

### Acteurs secondaires
- Wendi McLendon-Covey : Deanna Dunbar, directrice de l'école
- Mark Consuelos : Alejandro « Alex » Castillo, professeur d'espagnol

## Diffusion
Les quatre premiers épisodes ont été diffusés entre le 30 novembre et le 21 décembre 2011, puis revient depuis le 6 mars 2012 pour cinq épisodes durant la pause hivernale de la série Glee. À la suite des mauvaises audiences, Fox déprogramme la série le 21 mars après trois épisodes. Il était initialement prévu que les six derniers épisodes seraient diffusés en rafale les dimanches 3, 10 et 17 juin 2012 à 19 h, mais ce plan a été éliminé. Elles ont été diffusées en Australie et Nouvelle-Zélande.

## Épisodes
1. Titre français inconnu (Pilot)
2. Titre français inconnu (Teenage Family Night)
3. Titre français inconnu (Teenage Cotillion)
4. Titre français inconnu (Teenage Dating)
5. Titre français inconnu (Teenage Escuela)
6. Titre français inconnu (Teenage Date Night)
7. Titre français inconnu (Teenage Vacation)
8. Titre français inconnu (Teenage Girlfriends)
9. Titre français inconnu (Teenage Sixties)
10. Titre français inconnu (Teenage Cheerleading)
11. Titre français inconnu (Teenage Party)
12. Titre français inconnu (Teenage Ski Trip)
13. Titre français inconnu (Teenage Moving Out)